# Flemingia grahamiana
Flemingia grahamiana är en ärtväxtart som beskrevs av Robert Wight och George Arnott Walker Arnott. Flemingia grahamiana ingår i släktet Flemingia och familjen ärtväxter. Inga underarter finns listade i Catalogue of Life.